# Rumunská královská rodina
Současná rumunská královská rodina (vychází z dynastie Hohenzollern-Sigmaringen), nedílná součást širšího královského rodu Rumunska, sestává z rodiny krále Michala I., jenž je nositelem královského titulu. Druhou větví je také konkurenční linie s potomky Michalova staršího nevlastního bratra Karla Mircey z Hohenzollernu (známý také jako "Karel Mircea Grigore Rumunský", rumunsky al României, jak stojí v jeho opraveném rumunském rodném listě), jehož členové nejsou uznáváni jako součást královské rodiny králem Michalem. Král a jeho pět dcer nosí titul princ a princezna z Hohenzollernu současně se svými rumunskými tituly.

## Rodina krále Michala
- JV král Michal
  - JKV korunní princezna Markéta, narozena 23. března 1949
JKV princ Radu, narozen 7. června 1960
  - JKV princezna Helena (Elena), narozena 15. listopadu 1950
Alexander Philips Nixon McAteer, narozen 22. října 1964
    - JKV princ Mikuláš, narozen 1. dubna 1985
Alina Maria Binder
      - Maria Alexandra de Roumanie Medforth-Mills, narozena 2020

    - Karina de Roumanie Medforth-Mills, narozena 4. ledna 1989

  - JKV princezna Irina, narozena 28. února 1953
    - Michal de Roumanie Kreuger, narozen 23. února 1985
      - Kohen Kreuger, narozen 2012

    - Angelica de Roumanie Kreuger, narozena 29. prosince 1986
Richard Robert Knight
      - Courtney Bianca Knight, narozena 31. května 2007
      - Diana Knight, narozena 2011

  - JKV princezna Sophie, narozena 29. října 1957
    - Alžběta-Marie Biarneix, narozena 15. srpna 1999

  - JKV princezna Marie, narozena 13. července 1964